# صالحوو (شهرستان کوگارچینسکی، باشقیرستان)
صالحوو (انگلیسی: Salikhovo, Kugarchinsky District, Republic of Bashkortostan) یک شهرک در شهرستان کوگارچینسکی جمهوری باشقیرستان در کشور روسیه است.